# Frederick (Oklahoma)
Frederick es una ciudad ubicada en el condado de Tillman en el estado estadounidense de Oklahoma. En el año 2010 tenía una población de 	3940 habitantes y una densidad poblacional de 310,24 personas por km².

## Geografía
Frederick se encuentra ubicada en las coordenadas 34°23′25″N 99°0′58″O / 34.39028, -99.01611 (34.390171, -99.016107).

## Demografía
Según la Oficina del Censo en 2000 los ingresos medios por hogar en la localidad eran de $22,190 y los ingresos medios por familia eran $28,724. Los hombres tenían unos ingresos medios de $22,324 frente a los $18,033 para las mujeres. La renta per cápita para la localidad era de $13,575. Alrededor del 23.3% de la población estaban por debajo del umbral de pobreza.